# Дарио Хубнер
Дарио Хубнер је бивши италијански фудбалер.
После играња у мањим италијанским клубовима, са 25 година стиже у Ћезену, где наступа пет сезона у Серији Б и постиже 74 гола на 166 мечева. После испадања у Серију Ц, прелази у Брешу 1997 године и први пут игра у Серији А, са својих 30 година. У Бреши је доживео невероватне тренутке, у тандему са Бађом, уписује 75 голова на 129 утакмица и са овим тимом обезбеђује пласман у Европу. 
2001 године, Пјаћенца плаћа свој рекордни трансфер и доводи тридесетчетворогодишњег Дарија, а он за две сезоне постиже 38 голова. У сезони 01/02, био је најбољи стрелац Калча, са Давидом Трезегеом. Уписао је још две сезоне у елитном рангу, у дресовима Анконе и Перуђе. Од 2005. до 2011. године, наступао је за мање италијанске клубове, а каријеру је завршио са своје 44 године. Уз Игора Протија, једини је фудбалер који је био најбољи стрелац Серије А, Б и Ц. У каријери је постигао преко 340 голова!